# Rusiec Łódzki
Rusiec Łódzki – jedna ze stacji kolejowych na magistrali węglowej w Ruścu (powiat bełchatowski). Od 15 grudnia 2024 z zatrzymują się tu dwie pary pociągów Łódzkiej Kolei Aglomaracyjnej relacji Łódź Fabryczna – Częstochowa. Ponadto odbywa się załadunek i rozładunek drewna na wagony.

## Połączenia
- Łódź
- Pabianice
- Zduńska Wola
- Chorzew Siemkowice
- Częstochowa